# Ikedjane
Ne pas confondre avec Ikjan, site médiéval de la commune de Beni Aziz, dans la wilaya de Sétif.
Ikedjane ou Ikdjan (en amazigh : Ikedjan), est un groupement de villages de la commune de Tifra dans la wilaya de Béjaïa en Algérie.

## Géographie
Ikedjane est situé à 800 mètres d'altitude dans la vallée de la Soummam, au sud-ouest de la forêt d'Akfadou et au Nord de Sidi-Aïch.

## Histoire
Ikedjane était à l'origine une fraction de la Tribu Aït Mansour formée de six villages (Tizemmourine, El Kalaa, Tasga, Aït Mahiou, Aït Achour, Taourirt Nath Aissa). Elle a donné son nom à l'ex-douar de l'ex-commune mixte de la Soummam en 1887.
Des vestiges de l'Antiquité attestent de l'occupation ancienne de la région (thala'amt n'Feraoun, bille du Pharaon, à Talghoumt). Et bien qu'aucune étude n'a été menée pour confirmer ou infirmer le lien entre celle localité et celle de Ikjan de la commune de  Beni Aziz, mais plusieurs faits, et similitudes laissent penser que les habitants de cette région aient tout simplement migré à la suite des bouleversements qu'a connus l’Afrique du Nord en général pendant plusieurs siècles. La légende populaire raconte que Ali Avhuh est le premier à s’être installé dans cette localité.   
Le passage des Romains dans la contrée est marqué par la présence de ruines à El Kela'a Oufella et Hammam Sillal. Le 9 janvier 1852, le Chérif Bou Baghlla et son lieutenant Abdelkader El Boudwawi installèrent leur quartier général à Ikedjane ; ce qui provoqua une expédition punitive de l'armée coloniale française sous les ordres des généraux Bosquet et de Saint Arnaud.
Tous les villages furent incendiés et la population se réfugia sur la montagne du santon Touguit, où elle organisa une résistance en lâchant de grosses meules en pierre sur les soldats coloniaux. La légende locale rapporte que sept mehellas furent ainsi écrasées. Des villages entiers furent rasés, leurs ruines demeurent visibles jusqu'à nos jours (Ikharbane de Touguit, Igounane, Ibekaréne, Saida, Hanbel iguer-ghozrane...). Par cette conduite envers l'occupant, et à l'inverse des tribus voisines, cette région fut privée d'établissements scolaires.
Sa première école date de 1965, après l'indépendance. Durant la guerre de libération nationale, le Colonel Amirouche Aït Hamouda installa son PC dans l'Akfadou.

## sources
- Dr Khélifa MEZIANI (journal El Watan du 20 aout 1996)[2]
- Revue africaine (Le Chérif Boubaghla)[1]
- J.F Gautier (Le Passé de l'Afrique du Nord)[3]